# Élections législatives de 1936 en Charente
Les élections législatives françaises de 1936 ont lieu les 26 avril et 3 mai.

## Élus
|   | Circonscription | Député sortant  |  | Groupe parlementaire                      | Député élu              |  | Groupe parlementaire                      |
| - | --------------- | --------------- |  | ----------------------------------------- | ----------------------- |  | ----------------------------------------- |
| 1 | Angoulême       | René Gounin     |  | Union socialiste et républicaine          | René Gounin             |  | Union socialiste et républicaine          |
| 2 | Barbezieux      | Henri Malet     |  | Indépendants de gauche                    | Raymond Réthoré         |  | Républicain radical et radical-socialiste |
| 3 | Cognac          | Georges Ménier  |  | Républicain radical et radical-socialiste | Georges Ménier          |  | Républicain radical et radical-socialiste |
| 4 | Confolens       | Édouard Pascaud |  | Républicain radical et radical-socialiste | Édouard Pascaud         |  | Républicain radical et radical-socialiste |
| 5 | Ruffec          | Louis Fays      |  | Républicain radical et radical-socialiste | Jacques Poitou-Duplessy |  | Fédération républicaine de France         |

## Résultats à l'échelle du département
| Partis         | Partis                                           | Premier tour | Premier tour | Deuxième tour | Deuxième tour | Sièges |
| Partis         | Partis                                           | Voix         | %            | Voix          | %             | Sièges |
| -------------- | ------------------------------------------------ | ------------ | ------------ | ------------- | ------------- | ------ |
|                | Parti républicain, radical et radical-socialiste | 24 090       | 29,85        | 24 925        | 53,91         | 3      |
|                | Fédération républicaine                          | 16 040       | 19,88        | 8 032         | 17,37         | 1      |
|                | Union socialiste républicaine                    | 11 108       | 13,76        |               |               | 1      |
|                | Section française de l'Internationale ouvrière   | 9 004        | 11,16        | 0             |               |        |
|                | Parti communiste-SFIC                            | 8 352        | 10,35        | 0             |               |        |
|                | Alliance démocratique                            | 6 132        | 7,60         | 7 454         | 16,12         | 0      |
|                | Indépendants de gauche                           | 5 108        | 6,33         | 5 822         | 12,59         | 0      |
|                | Parti agraire et paysan français                 | 865          | 1,07         |               |               | 0      |
|                |                                                  |              |              |               |               |        |
| Inscrits       | Inscrits                                         | 99 112       | 100,00       | 55 021        | 100,00        | 5      |
| Votants        | Votants                                          | 83 598       | 84,35        | 47 211        | 85,81         |        |
| Abstentions    | Abstentions                                      | 15 514       | 15,65        | 7 810         | 14,19         |        |
| Blancs et nuls | Blancs et nuls                                   | 2 899        | 3,47         | 978           | 2,07          |        |
| Exprimés       | Exprimés                                         | 80 699       | 96,53        | 46 233        | 97,93         |        |
|                |                                                  |              |              |               |               |        |
|                | Front populaire                                  | 52 554       | 65,12        | 24 925        | 53,91         | 4      |
|                | Droite parlementaire                             | 28 145       | 34,88        | 21 308        | 46,09         | 1      |

## Résultats par arrondissement

### Arrondissement d'Angoulême
| Candidats      | Candidats      | Étiquette      | Premier tour | Premier tour |
| Candidats      | Candidats      | Étiquette      | Voix         | %            |
| -------------- | -------------- | -------------- | ------------ | ------------ |
|                | René Gounin    | USR            | 11 108       | 52,80        |
|                | Vallade        | FR             | 4 640        | 22,06        |
|                | Gagnaire       | PC-SFIC        | 2 970        | 14,12        |
|                | Philippon      | SFIO           | 2 319        | 11,02        |
|                |                |                |              |              |
| Inscrits       | Inscrits       | Inscrits       | 26 242       | 100,00       |
| Votants        | Votants        | Votants        | 21 835       | 83,21        |
| Abstention     | Abstention     | Abstention     | 4 407        | 16,79        |
| Blancs et nuls | Blancs et nuls | Blancs et nuls | 798          | 3,65         |
| Exprimés       | Exprimés       | Exprimés       | 21 037       | 96,35        |

### Arrondissement de Barbezieux
| Candidats      | Candidats       | Étiquette      | Premier tour | Premier tour | Deuxième tour | Deuxième tour |
| Candidats      | Candidats       | Étiquette      | Voix         | %            | Voix          | %             |
| -------------- | --------------- | -------------- | ------------ | ------------ | ------------- | ------------- |
|                | Henri Malet     | IDG            | 5 108        | 35,93        | 5 822         | 40,06         |
|                | Raymond Réthoré | PRRRS          | 5 811        | 40,87        | 8 710         | 59,94         |
|                | Weill           | SFIO           | 2 082        | 14,64        |               |               |
|                | Fort            | PAPF           | 865          | 6,08         |               |               |
|                | Couffy-Busy     | PC-SFIC        | 351          | 2,47         |               |               |
|                |                 |                |              |              |               |               |
| Inscrits       | Inscrits        | Inscrits       | 17 173       | 100,00       | 17 171        | 100,00        |
| Votants        | Votants         | Votants        | 14 591       | 84,96        | 14 860        | 86,54         |
| Abstention     | Abstention      | Abstention     | 2 582        | 15,04        | 2 311         | 13,46         |
| Blancs et nuls | Blancs et nuls  | Blancs et nuls | 374          | 2,56         | 328           | 2,21          |
| Exprimés       | Exprimés        | Exprimés       | 14 217       | 97,44        | 14 532        | 97,79         |

### Arrondissement de Cognac
| Candidats      | Candidats      | Étiquette      | Premier tour | Premier tour | Deuxième tour | Deuxième tour |
| Candidats      | Candidats      | Étiquette      | Voix         | %            | Voix          | %             |
| -------------- | -------------- | -------------- | ------------ | ------------ | ------------- | ------------- |
|                | Georges Ménier | PRRRS          | 5 511        | 34,38        | 8 345         | 52,06         |
|                | Charbonnier    | AD             | 6 132        | 38,26        | 7 454         | 46,50         |
|                | Berthon        | SFIO           | 3 028        | 18,89        |               |               |
|                | Pénicaud       | PC-SFIC        | 1 358        | 8,47         |               |               |
|                |                |                |              |              |               |               |
| Inscrits       | Inscrits       | Inscrits       | 19 815       | 100,00       | 19 816        | 100,00        |
| Votants        | Votants        | Votants        | 16 477       | 83,15        | 16 207        | 81,79         |
| Abstention     | Abstention     | Abstention     | 3 338        | 16,85        | 3 609         | 18,21         |
| Blancs et nuls | Blancs et nuls | Blancs et nuls | 448          | 2,72         | 408           | 2,52          |
| Exprimés       | Exprimés       | Exprimés       | 16 029       | 97,28        | 15 799        | 97,48         |

### Arrondissement de Confolens
| Candidats      | Candidats       | Étiquette      | Premier tour | Premier tour |
| Candidats      | Candidats       | Étiquette      | Voix         | %            |
| -------------- | --------------- | -------------- | ------------ | ------------ |
|                | Édouard Pascaud | PRRRS          | 8 065        | 56,25        |
|                | Roger           | FR             | 4 247        | 29,62        |
|                | Devoureix       | PC-SFIC        | 2 027        | 14,14        |
|                |                 |                |              |              |
| Inscrits       | Inscrits        | Inscrits       | 17 851       | 100,00       |
| Votants        | Votants         | Votants        | 15 067       | 84,40        |
| Abstention     | Abstention      | Abstention     | 2 784        | 15,60        |
| Blancs et nuls | Blancs et nuls  | Blancs et nuls | 728          | 4,83         |
| Exprimés       | Exprimés        | Exprimés       | 14 339       | 95,17        |

### Arrondissement de Ruffec
| Candidats      | Candidats               | Étiquette      | Premier tour | Premier tour | Deuxième tour | Deuxième tour |
| Candidats      | Candidats               | Étiquette      | Voix         | %            | Voix          | %             |
| -------------- | ----------------------- | -------------- | ------------ | ------------ | ------------- | ------------- |
|                | Jacques Poitou-Duplessy | FR             | 7 153        | 47,44        | 8 032         | 50,51         |
|                | Louis Fays              | PRRRS          | 3 960        | 26,27        | 7 870         | 49,49         |
|                | Brion                   | PC-SFIC        | 1 646        | 10,92        |               |               |
|                | Serbuisson              | SFIO           | 1 575        | 10,45        |               |               |
|                | Raynaud                 | PRRRS          | 743          | 4,93         |               |               |
|                |                         |                |              |              |               |               |
| Inscrits       | Inscrits                | Inscrits       | 18 031       | 100,00       | 18 034        | 100,00        |
| Votants        | Votants                 | Votants        | 15 628       | 86,67        | 16 144        | 89,52         |
| Abstention     | Abstention              | Abstention     | 2 403        | 13,33        | 1 890         | 10,48         |
| Blancs et nuls | Blancs et nuls          | Blancs et nuls | 551          | 3,53         | 242           | 1,50          |
| Exprimés       | Exprimés                | Exprimés       | 15 077       | 96,47        | 15 902        | 98,50         |